# Буртаковка
Буртаковка (баш. Буртаковка) — деревня в Мечетлинском районе Республики Башкортостан Российской Федерации. Входит в состав Алегазовского сельсовета.

## География

### Географическое положение
Расстояние до:
- районного центра (Большеустьикинское): 16 км,
- центра сельсовета (Алегазово): 4 км,
- ближайшей ж/д станции (Красноуфимск): 122 км.

## История
В 1965 г. Указом Президиума ВС РСФСР поселок 3-го отделения Месягутовского совхоза переименован в Буртаковка.

## Население
| 1939 | 1959 | 1970 | 1979 | 1989 | 2002 | 2009 |
| ---- | ---- | ---- | ---- | ---- | ---- | ---- |
| 204  | ↗343 | ↗392 | ↘305 | ↘270 | ↗289 | ↘241 |
| 2010 |      |      |      |      |      |      |
| ↗248 |      |      |      |      |      |      |

Национальный состав
Согласно переписи 2002 года, преобладающие национальности — русские (45 %), башкиры (35 %).